# Ćićarija
Ćićarija je pohoří tvořící severní hranici chorvatskému poloostrovu Istrii a je tvořen více než 40 km dlouhým hřbetem, na jihu odděleným sedlem Poklon od sousedního masivu Učka. Pohoří se táhne od Kvarnerského zálivu k Terstskému zálivu a uzavírá tak severní hranici Istrie. Čičarija je tvořena náhorní krasovou planinou, nad níž se vyvišují tři hřebeny s vrcholy Crveni vrh, Crni vrh a Žirovnica. Nejvyšším vrcholem je Veliki Planik (1272 m). Nejvyšším vrcholem slovinské části masivu je Slavnik (1028 m). Pohoří je poměrně často sužováno srážkami. Ročně zde spadne v průměru až 2000 mm.